# Canenx-et-Réaut
Canenx-et-Réaut är en kommun i departementet Landes i regionen Nouvelle-Aquitaine i sydvästra Frankrike. Kommunen ligger i kantonen Labrit som tillhör arrondissementet Mont-de-Marsan. År 2022 hade Canenx-et-Réaut 172 invånare.

## Befolkningsutveckling
Antalet invånare i kommunen Canenx-et-Réaut
Referens:INSEE